# Bertrand Delesne
 (août 2010).
Si vous disposez d'ouvrages ou d'articles de référence ou si vous connaissez des sites web de qualité traitant du thème abordé ici, merci de compléter l'article en donnant les références utiles à sa vérifiabilité et en les liant à la section « Notes et références ».
Bertrand Delesne, né le 1er septembre 1977, est un skipper professionnel français évoluant en Classe Mini et Class40. Boat captain du trimaran Ultime Idec avec Francis Joyon, il ambitionne une participation à la Route du Rhum 2026.

## Biographie
Coureur au large professionnel depuis 11 ans, Bertrand a découvert la voile dès son plus jeune âge en optimist. Petit à Saint-Malo, il ne manque pas un départ de Route du Rhum. Dès lors il ne cessera d'avoir un rêve, marcher sur les traces de ses illustres prédécesseurs. Ces marins de légende qui partaient affronter les océans en quête d'un but ultime, traverser l'Atlantique en solitaire. Laissant le futur navigateur avec des étoiles plein les yeux et l'espoir immense, qu'un jour, lui aussi pourrait écrire ses propres pages d'aventures océaniques.
Après un BTS Fabrication Mécanique en poche, Bertrand Delesne se lance dans l'industrie en droite ligne avec sa formation initiale. Mais les emplois du temps dans son métier sont très chargés, il est difficile pour Bertrand de dégager assez de temps pour naviguer... Bertrand décide donc de quitter l'industrie pour devenir skipper professionnel.
Il fait alors ses premières armes sur le circuit sportif en First Class 8 à Saint-Quay-Portrieux devenant en 2005 champion de Bretagne, avant de se lancer sur le circuit Mini 6.50 en 2006, une des portes d'entrée les plus prestigieuses de la course au large professionnelle en solitaire.
Après des années 2007 et 2008 difficiles : recherche de financements, construction de son propre bateau, l'année 2009 démarre sur les chapeaux de roues pour Bertrand. Avec son nouveau Proto 6.50 qu’il a construit durant l'hiver 2008-2009, Bertrand gagne le Grand Prix d'Italie. Il enchaine avec la Mini Transat 2009 au départ de La Rochelle dont il remporte la première étape et finit 2e au classement général. Une première ligne de prestige à son palmarès. L'année 2010 fut une année pleine pour le skipper qui se voit décerner le titre de Champion de France FFV après sa large victoire sur la course Les Sables-Les Açores-Les Sables 2010. Un succès lors duquel il établira un nouveau record de distance à bord d'un Mini 6.50 : 304,9 milles parcourus en course sur 24h (record inégalé à ce jour).
Entre 2011 et 2013, Bertrand ajoutera deux Mini Transat à son palmarès (4e sur les deux éditions) et fera ses premiers pas en Class40 lors de l'éditions 2012 des transats la Solidaire du Chocolat (avec Sébastien Rogues) et la Transat Québec Saint-Malo (avec Stéphane Le Diraison).
En 2014, la société TeamWork, après l'avoir soutenu en Mini 6.50, lui confie son nouveau bateau TeamWork40, un Class40 avec lequel il participera à la Route du Rhum 2014 (12e) et la Transat Jacques Vabre 2015 (5e) et (4e en 2017 avec le même bateau)
Bertrand est aussi un skipper solidaire qui soutient en tant que parrain l'association Vaincre les Maladies Lysosomales dans son combat contre 50 maladies génétiques rares. Un engagement personnel fort depuis 2011 qui se traduit par des rencontres avec des enfants et familles de l'association et de faire voyager à chaque transat le Lysosome, la mascotte de l'association.
Aujourd'hui Bertrand Delesne est membre de la structure Lorient Grand Large est à la recherche de partenaires dans l'optique d'une participation à la Route du Rhum 2026, Transats Jacques Vabre et circuit océanique en multicoque pour les années a venir.

## Palmarès

### En équipage
- 2020 :
  - Record de la route du Thé entre Hong Kong et Londres avec le skipper Francis Joyon, Christophe Houdet, Antoine Blouet et Corentin Joyon, sur le trimaran Ultime IDEC Sport : 31 jours 23 heures, 36 minutes et 46 secondes[6].

### Imoca 60

#### 2016:MACSFavecBertrand De Broc
- Aide à la préparation technique pour le Vendée Globe 2016-2017
- 2e Record SNSM - Saint Nazaire
- 1er Grand Prix Guyader - Douarnenez

#### 2012 - 2013:Votre Nom Autour Du MondeavecBertrand De Broc
- Boat Captain du projet pour le Vendée Globe 2012-2013

#### 2010-2011:Akena VérandasavecArnaud Boissière
- Coach pour la préparation à la Route du Rhum 2010
- 3e Armen Race - La Trinité sur Mer
- 6e Tour de Belle-Île - Belle-Île en Mer
- 1er Record SNSM - Saint Nazaire

### Class40

#### 2016: TeamWork 40
- 13e Normandy Channel Race - Caen (avec Nils Palmieri)
- 8e Transat Québec Saint-Malo (sur VandB avec Maxime Sorel)

#### 2015: TeamWork 40
- 5e Transat Jacques Vabre - Le Havre / Itajaí (avec Nils Palmieri)
- 3e Les Sables-Horta-Les Sables - Les Sables d'Olonne / Horta (avec Nils Palmieri)
- 4e Normandy Channel Race - Caen (avec David Raison)

#### 2014: TeamWork 40
- 12e Route du Rhum - Saint Malo / Point à Pitre
- 3e La Qualif' - Saint Nazaire
- 5e Normandy Channel Race - Caen (avec David Raison)
- 3e Grand Prix Guyader - Douarnenez

#### 2012
- 7e Transat Québec Saint-Malo (sur IXblue avec Stéphane Le Diraison)
- 5e Solidaire du Chocolat - Nantes / Progresso (sur Eole Génération avec Sébastien Rogues)

### Figaro Bénéteau
- 2010 : 14e Transat AG2R La Mondiale - Concarneau / Saint-Barth (sur Trier c'est Préserver avec Laurent Gouezigoux)

### Mini 6.50

#### 2015: Proto 754 Morisseau Consulting
- 3e Lorient Bretagne Sud Mini - Lorient / Pornichet (avec Laurent Morisseau)

#### 2013: Proto 754 TeamWork
- 4e Mini Transat - Douarnenez / Point à Pitre
- 2e Transgascogne 6.50 - Port Bourgenay / Luanco
- 5e Mini-Fastnet - Douarnenez (avec Pierre Canevet)
- 3e Trophée Marie-Agnès Péron - Douarnenez
- 5e Pornichet Sélect - Pornichet
- 6e Demi-Clé 6.50 - Port Louis / Pornichet (avec Aurélien Ducroz)

#### 2011: Proto 754
- 4e Mini Transat - La Rochelle / Salvador de Bahia
- 7e Mini Fastnet - Douarnenez (avec Sébastien Picault)
- 8e Trophée Marie-Agnès Péron - Douarnenez
- 5e Demi-Clé 6.50 - Port Louis / Pornichet (avec Thomas Normand)

#### 2010: Proto 754 Prati'Buches
- Champion de France FFV
- Record de distance sur 24h en Mini 6.50 : 304,9 milles parcourus (record inégalé à ce jour)
- 1er Les Sables-Les Açores-Les Sables - Les Sables d'Olonne / Horta
- 2e La Chrono 6.50 - Lorient (avec Adrien Hardy et Vincent Biarnes)
- 6e Mini Fastnet - Douarnenez (avec Stéphane Le Diraison)

#### 2009: Proto 754 Entreprendre Durablement
- 2e Mini Transat (victoire première étape) - La Rochelle / Salvador de Bahia
- 2e Transgascogne 6.50 - Port Bourgenay / Ribadeo
- 4e Mini Fastnet - Douarnenez (avec Samuel Manuard)
- 2e Mini Pavois - La Rochelle
- 1er Gran Premio d'Italia - Gênes (avec François Salabert)
- 2e Mini Med 500 - L'Escala (avec Hervé Devic)

#### 2008: Série 569 Dan Foss-Le Gall
- Construction de ses mains du Mini 6.50 Proto n° 754
- 6e Open Sail - Douarnenez (avec Jean-Baptiste Lemaire)
- 18e Mini Fastnet - Douarnenez (avec Laurent Gouezigoux)
- 4e Demi-Clé 6.50 - Port Louis / Pornichet (avec Erwann Sudrie)

#### 2007: Série 569 Le Gall-Menguy
- 19e Mini Transat - La Rochelle / Salvador de Bahia
- 1er Transgascogne - Port Bourgenay / Gijon (avec Erwann Sudrie)
- 24e Trophée Marie-Agnès Péron - Douarnenez
- 19e Pornichet Sélect - Pornichet
- 20e Demi-Clé 6.50 - Port Louis / Pornichet (J.C. Théo)

#### 2006: Série 569 Napadelis
- 25e Les Sables-Les Açores-Les Sables - Les Sables d'Olonne / Horta
- 7e Open Demi-Clé 6.50 - Port Louis / Pornichet (avec David Lemasson)

#### 2005: Série 569 Le Gall Recyclage
- 26e Open Demi-Clé 6.50 - Port Louis / Pornichet (avec Claire-Marine Desage)